# ويليام جاي بوميروي
ويليام جاي بوميروي (بالإنجليزية: William J. Pomeroy)‏ هو كاتب وصحفي وشاعر أمريكي، ولد في 25 نوفمبر 1916 في Waterloo, New York ‏ في الولايات المتحدة، وتوفي في 12 يناير 2009 في لندن في المملكة المتحدة.